# Bruno Lage
Bruno Miguel Silva do Nascimento (sinh ngày 12 tháng 5 năm 1976), còn được biết tới với tên Bruno Lage, là một huấn luyện viên bóng đá người Bồ Đào Nha hiện đang dẫn dắt Botafogo tại Campeonato Brasileiro Série A.
Trong khoảng thời gian dẫn dắt Benfica ở Bồ Đào Nha, ông đã có được chức vô địch giải bóng đá Ngoại hạng Bồ Đào Nha mùa 2018-19 và Siêu cúp Bồ Đào Nha 2019.

## Sự nghiệp

### Bước đầu sự nghiệp
Sinh ra ở Setúbal, Lage bắt đầu sự nghiệp huấn luyện của mình ở cấp độ trẻ của câu lạc bộ quê nhà của ông, Vitória de Setúbal năm 1997.
Sau khi đã huấn luyện mọi cấp độ trẻ ở Benfica từ năm 2004 đến năm 2012 và sau đó làm trợ lý cho huấn luyện viên Carlos Carvalhal tại Sheffield Wednesday và Swansea City. Tháng 7 năm 2018, Lage trở lại Benfica để làm huấn luyện viên đội B, thay thế cho Hélder Cristóvão.

### Benfica
Ở mùa giải 2018-19, Lage được bổ nhiệm làm huấn luyện viên tạm quyền của Benfica, thay thế cho Rui Vitória vào ngày 3 tháng 1 năm 2019. Ngay trong lần đầu dẫn dắt đội bóng, Lage cùng Benfica đã có được chiến thắng 4–2 trên sân nhà trước Rio Ave vào ngày 6 tháng 1, và Lage được bổ nhiệm chính thức 8 ngày sau đó.
Vào ngày 10 tháng 2, sau khi giành chiến 2 chiến thắng liên tiếp ở trận derby Lisbon – bao gồm một chiến thắng 4-2 ở giải quốc nội  – Lage cùng Benfica đã tạo nên chiến thắng với cách biệt lớn nhất ở Giải bóng đá Ngoại hạng Bồ Đào Nha kể từ năm 1964, một chiến thắng huỷ diệt 10-0 trước Nacional, họ cũng thiết lập nên kỉ lục chiến thắng với cách biệt lớn nhất trên Sân vận động Ánh sáng mới. Ở trận debut UEFA Europa League của Lage, Benfica có lần đầu tiên chiến thắng ở Thổ Nhĩ Kỳ trong lịch sử đội bóng, họ đã đánh bại Galatasaray 2-1 ở lượt đi vòng 32 đội.
Với việc Benfica có được chiến thắng 2-1 trong trận siêu kinh điển Bồ Đào Nha ngày 2 tháng 3 năm 2019, Lage đã cân bằng được thành tích thắng 3 trận đối đầu với các kình địch Sporting and Porto của Rui Vitoria. Từ vòng 16 đến vòng 34, Lage đã có được tới 18 chiến thắng cùng 1 trận hoà, qua đó chinh phục được chiếc cúp lớn đầu tiên trong sự nghiệp cầm quân của ông - danh hiệu vô địch Giải bóng đá Ngoại hạng Bồ Đào Nha. Với tỉ lệ chiến thắng lên tới 94%, Lage đã vượt qua kỉ lục của Jimmy Hagan ở Benfica, ông cùng Benfica cũng đạt được một kỉ lục vô tiền khoáng hậu - thành tích lượt về tốt nhất trong lịch sử Primera Liga với 49 điểm. Ngoài ra, Lage cũng cân bằng được kỉ lục của Sven-Göran Eriksson mùa 1990-91 khi đánh bại cả Porto, Sporting, và Braga trên sân khách trong cùng một mùa giải. Ông cũng đã cân bằng kỉ lục số bàn thắng nhiều nhất trong một mùa giải của Benfica với 103 bàn mùa 1963-64.
Sau đó, Lage bắt đầu mùa giải thứ hai với Benfica bằng một chiến thắng 5-0 trước Porto ở Siêu cúp Bồ Đào Nha. Ngày 17 tháng 9, ông có trận debut ở UEFA Champions League đối đầu với RB Leipzig, nhưng Benfica của Lage đã để thua 2-1 trong trận đấu đó, qua đó nối dài thành tích bết bát của Benfica ở đấu trường này lên 11 trận thua trong 14 trận gần nhất.
Ngày 29 tháng 6 năm 2020, Lage rời Benfica sau khi chỉ có 2 chiến thắng sau 13 trận, và lập nên kỉ lục 5 trận liên tiếp không thắng trên sân Estadio da Luz, trong đó có cả các thất bại trước Braga và Santa Clara. Lage bị thay thế bởi trợ lý của ông, Nélson Veríssimo vào ngày 30 tháng 6 và chấm dứt hợp đồng với Benfica vào ngày 4 tháng 7 cùng năm.

### Wolverhampton Wanderers
Tháng 6 năm 2021, Lage là một trong các ứng viên để ngồi lên chiếc ghế nóng mà Nuno Espírito Santo để lại ở Wolverhampton Wanderers. Lage cần phải tham dự một phiên điều trần để được cấp giấy phép lao động tại Anh, lý do là bởi ông chưa đủ điều kiện để được tự động cấp giấy phép lao động tại Anh thời hậu-Brexit. Lage sau đó thành công được cấp giấy phép lao động , và vào ngày 9 tháng 6, Lage chính thức được bổ nhiệm làm huấn luyện viên trưởng của Wolves.
Ngày 14 tháng 8 năm 2021, Wolves của Lage nhận thất bại 1-0 trước  Leicester City trong trận debut của ông và cũng là trận mở màn mùa giải 2021/22.

## Đời sống cá nhân
Con trai của Lage, Jaime (ra đời tháng 4 năm 2015), được đặt tên theo Jaime Graça, người có nhiều ảnh hưởng với Lage trong vai trò là một người thầy. Em trai của Lage, Luís Nascimento, cũng là một huấn luyện viên.

## Danh hiệu
Benfica
- Giải bóng đá Ngoại hạng Bồ Đào Nha: 2018–19
- Siêu cúp Bồ Đào Nha: 2019

Cá nhân
- HLV xuất sắc nhất mùa của Giải bóng đá Ngoại hạng Bồ Đào Nha: 2018–19[32]
- HLV xuất sắc nhất năm của Liên đoàn bóng đá Bồ Đào Nha: 2019[33]